# Јевпаторија
Јевпаторија (рус. Евпатория; укр. Євпаторія; кт. Kezlev, Кезлев) град је на Криму (спорно подручје Русије и Украјине), у Републици Крим (према гледишту Русије) односно у Аутономној Републици Крим (према гледишту Украјине). Према процени из 2012. у граду је живело 106.840 становника.

## Становништво
Према процени, у граду је 2012. живело 106.840 становника.
| 1979.  | 1989.   | 2001.   | 2012.   |
| ------ | ------- | ------- | ------- |
| 93.281 | 107.792 | 105.915 | 106.840 |